# Cremeaux
Cremeaux (habitualment anomenat Crémeaux) és un municipi francès situat al departament del Loira i a la regió d'Alvèrnia-Roine-Alps. L'any 2007 tenia 939 habitants.

## Demografia

### Població
El 2007 la població de fet de Cremeaux era de 939 persones. Hi havia 401 famílies de les quals 135 eren unipersonals (79 homes vivint sols i 56 dones vivint soles), 131 parelles sense fills, 123 parelles amb fills i 12 famílies monoparentals amb fills.
La població ha evolucionat segons el següent gràfic:
Habitants censats

### Habitatges
El 2007 hi havia 497 habitatges, 407 eren l'habitatge principal de la família, 50 eren segones residències i 40 estaven desocupats. 454 eren cases i 43 eren apartaments. Dels 407 habitatges principals, 311 estaven ocupats pels seus propietaris, 80 estaven llogats i ocupats pels llogaters i 16 estaven cedits a títol gratuït; 2 tenien una cambra, 33 en tenien dues, 52 en tenien tres, 122 en tenien quatre i 199 en tenien cinc o més. 236 habitatges disposaven pel capbaix d'una plaça de pàrquing. A 166 habitatges hi havia un automòbil i a 184 n'hi havia dos o més.

### Piràmide de població
La piràmide de població per edats i sexe el 2009 era:
| Homes | Edats   | Dones |
| ----- | ------- | ----- |
| 0     | 95 o +  | 0     |
| 12    | 90 a 94 | 0     |
| 0     | 85 a 89 | 12    |
| 8     | 80 a 84 | 12    |
| 16    | 75 a 79 | 8     |
| 8     | 70 a 74 | 24    |
| 28    | 65 a 69 | 20    |
| 36    | 60 a 64 | 40    |
| 56    | 55 a 59 | 32    |
| 32    | 50 a 54 | 52    |
| 24    | 45 a 49 | 24    |
| 32    | 40 a 44 | 12    |
| 24    | 35 a 39 | 24    |
| 36    | 30 a 34 | 32    |
| 36    | 25 a 29 | 36    |
| 48    | 20 a 24 | 0     |
| 20    | 15 a 19 | 24    |
| 8     | 10 a 14 | 16    |
| 52    | 5 a 9   | 12    |
| 28    | 0 a 4   | 24    |

## Economia
El 2007 la població en edat de treballar era de 563 persones, 402 eren actives i 161 eren inactives. De les 402 persones actives 383 estaven ocupades (216 homes i 167 dones) i 19 estaven aturades (8 homes i 11 dones). De les 161 persones inactives 84 estaven jubilades, 37 estaven estudiant i 40 estaven classificades com a «altres inactius».

### Ingressos
El 2009 a Cremeaux hi havia 387 unitats fiscals que integraven 912 persones, la mediana anual d'ingressos fiscals per persona era de 14.694,5 €.

### Activitats econòmiques
Dels 38 establiments que hi havia el 2007, 1 era d'una empresa extractiva, 1 d'una empresa alimentària, 4 d'empreses de fabricació d'altres productes industrials, 6 d'empreses de construcció, 5 d'empreses de comerç i reparació d'automòbils, 1 d'una empresa de transport, 4 d'empreses d'hostatgeria i restauració, 3 d'empreses financeres, 2 d'empreses immobiliàries, 2 d'empreses de serveis, 5 d'entitats de l'administració pública i 4 d'empreses classificades com a «altres activitats de serveis».
Dels 18 establiments de servei als particulars que hi havia el 2009, 2 eren oficines bancàries, 1 funerària, 3 tallers de reparació d'automòbils i de material agrícola, 2 paletes, 1 guixaire pintor, 3 fusteries, 1 electricista, 2 perruqueries i 3 restaurants.
L'únic establiment comercial que hi havia el 2009 era una fleca.
L'any 2000 a Cremeaux hi havia 62 explotacions agrícoles que ocupaven un total de 2.090 hectàrees.

## Equipaments sanitaris i escolars
L'únic equipament sanitari que hi havia el 2009 era una farmàcia.
El 2009 hi havia 2 escoles elementals.

## Poblacions més properes
El següent diagrama mostra les poblacions més properes.